# Jennifer Daniel
Jennifer Daniel (23. maj 1936 - 16. august 2017) var en walisisk skuespiller. Blandt hendes TV- og filmoptrædener kan nævnes The Kiss of the Vampire (1963) og The Reptile.
Hun var gift med skuespilleren Dinsdale Landen fra 1959 indtil hans død i 2003. 